# Haiderabad (Telangana)
Haiderabad (Telugu: హైదరాబాదు; Urdu: حیدرآباد; Engels: Hyderabad; Hindi: हैदराबाद, Haiderābād) is een metropool in het zuiden van India. Het is de hoofdstad van de deelstaat Telangana. Eerder was het de hoofdstad van de staat Andhra Pradesh en daarvoor van het vorstendom Haiderabad. De stad is bekend om zijn rijke geschiedenis en cultuur.
Haiderabad groeit snel. Inclusief de agglomeratie had de stad in 2025 naar schatting 11.700.000 inwoners. Het is daarmee de 6e metropool van India.

## Geschiedenis
De stad is meer dan 400 jaar oud en staat bekend om de vele moskeeën, tempels, minaretten, bazaars en monumenten.
Het gebied rond Haiderabad was onderdeel van het Mauryarijk van Ashoka in de 3e eeuw voor Christus, om daarna onder andere tot de rijken van de Chalukya's en Bahmaniden te behoren. Na het uiteenvallen van het Bahmanidenrijk viel het gebied toe aan het sultanaat Golkonda, geregeerd door de Qutb Shahidynastie. De vijfde sultan van deze dynastie, Muhammad Quli Qutb Shah, stichtte in 1591 Haiderabad als nieuwe hoofdstad. In de oude hoofdstad, het naburige Golkonda, was de watervoorziening uitgeput geraakt en heersten epidemieën. Na tussen 1687 en 1724 kort tot het Mogolrijk te behoren vormde Haiderabad tot 1948 de hoofdplaats van de gelijknamige staat Haiderabad, een van de grootste onafhankelijke prinsenstaten binnen Brits-Indië.
Bij de onafhankelijkheid van India in 1947 wenste de lokale nizam (heerser) aansluiting bij Pakistan, maar dit werd geweigerd, waarop Haiderabad de onafhankelijkheid uitriep. Uit angst voor deze door moslims geregeerde staat te midden van het hindoeïstische India riep de Indiase vice-premier Vallabhbhai Patel op tot Operatie Polo, een militaire operatie waarbij het gebied in 1948 in vijf dagen werd veroverd en geannexeerd door India. Het voormalige vorstenland werd in 1956 verdeeld over de staten Andhra Pradesh, Maharashtra en Karnataka. Telangana, het oostelijke Telugu sprekende gebied, waar ook de stad Haiderabad in ligt, werd samen met de staat Andhra, Andhra Pradesh. Sindsdien ijverden meerdere groeperingen voor een aparte staat Telangana. Die nieuwe staat kwam er in 2014. De (tot 2024 gedeelde) hoofdstad werd Haiderabad.

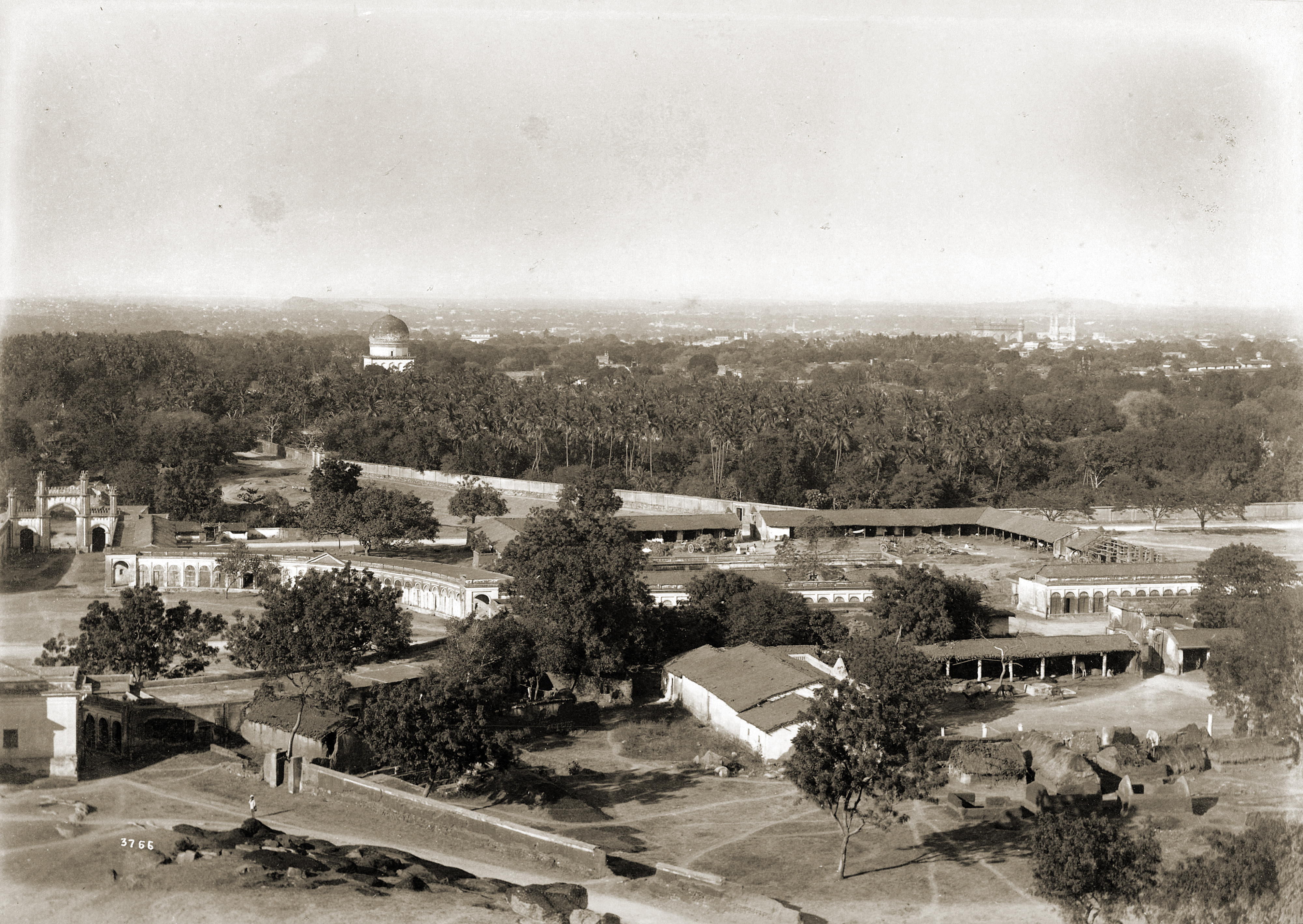
Blik op Hyderabad eind negentiende eeuw foto: Deen Dayal, Curzon Collection
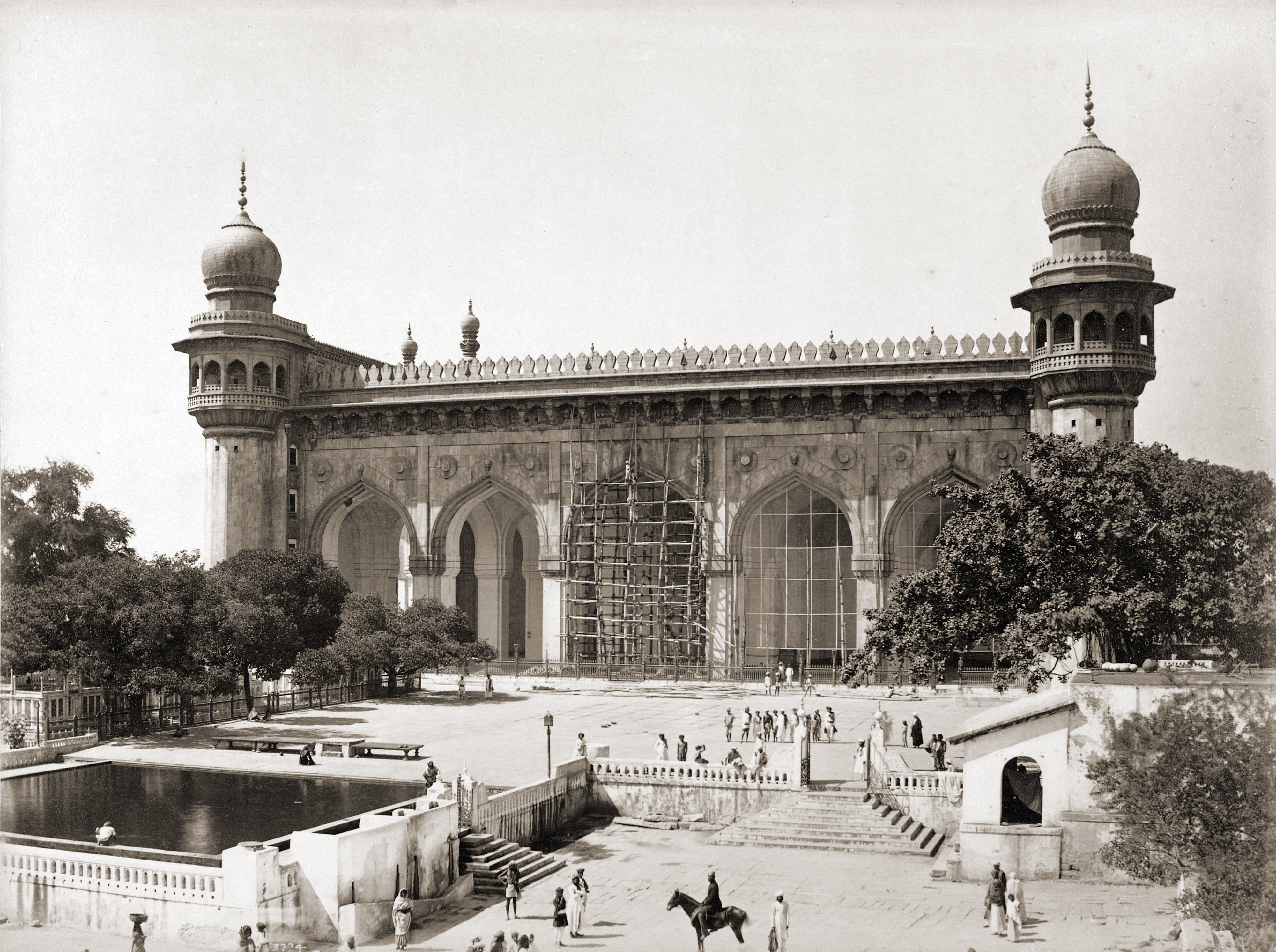
De Mecca Masjid eind negentiende eeuw

## Demografie
Ten tijde van de volkstelling van 2011 werden 6.731.790 personen in de stad Haiderabad geregistreerd, waarvan 3.442.696 mannen en 3.289.094 vrouwen. De bevolking van de grootstedelijke regio bedroeg in dezelfde telling 7.674.689 personen, waarvan 3.927.029 mannen en 3.747.660 vrouwen. Van de totale bevolking kon 83,26% lezen en schrijven: 87,31% onder de mannen en 79,04% onder de vrouwen.

### Religie
Het hindoeïsme is de grootste religie in de stad Haiderabad met 64,93% van de bevolking. De islam is de tweede religie met ongeveer 30,13% van de bevolking. Kleinere religies in de stad waren het christendom (2,75%), het jaïnisme (0,29%), het sikhisme (0,25%) en het boeddhisme (0,25%). Ongeveer 0,04% van de bevolking had een 'andere religie', terwijl 1,56% van de bevolking 'geen religie' had.

### Talen
De gesproken talen zijn Urdu, Telugu en Hindi. De Engelse taal wordt veel gebruikt in de zakenwereld.

### Media
Het Urdu-dagblad Viqar-e-Deccan wordt sinds 1976 uitgegeven in Haiderabad.

## Bestuurlijke indeling
De gemeente Haiderabad wordt bestuurd door de Greater Hyderabad Municipal Corporation. Het gemeentelijke gebied valt vrijwel geheel samen met het gelijknamige district Haiderabad. Een klein deel van de gemeente ligt ook nog in het district Rangareddy. De stedelijke agglomeratie ligt verspreid over de districten Haiderabad, Rangareddi en Medak.
De tweelingstad Secunderabad vormt een onderdeel van de gemeente Haiderabad.

## Economie
Sinds de jaren 90 hebben zich steeds meer buitenlandse IT-bedrijven in de stad gevestigd. Haiderabad heeft zware investeringen in de digitale infrastructuur gedaan, en het staat in heel India bekend om zijn technologiesector.

## Bezienswaardigheden

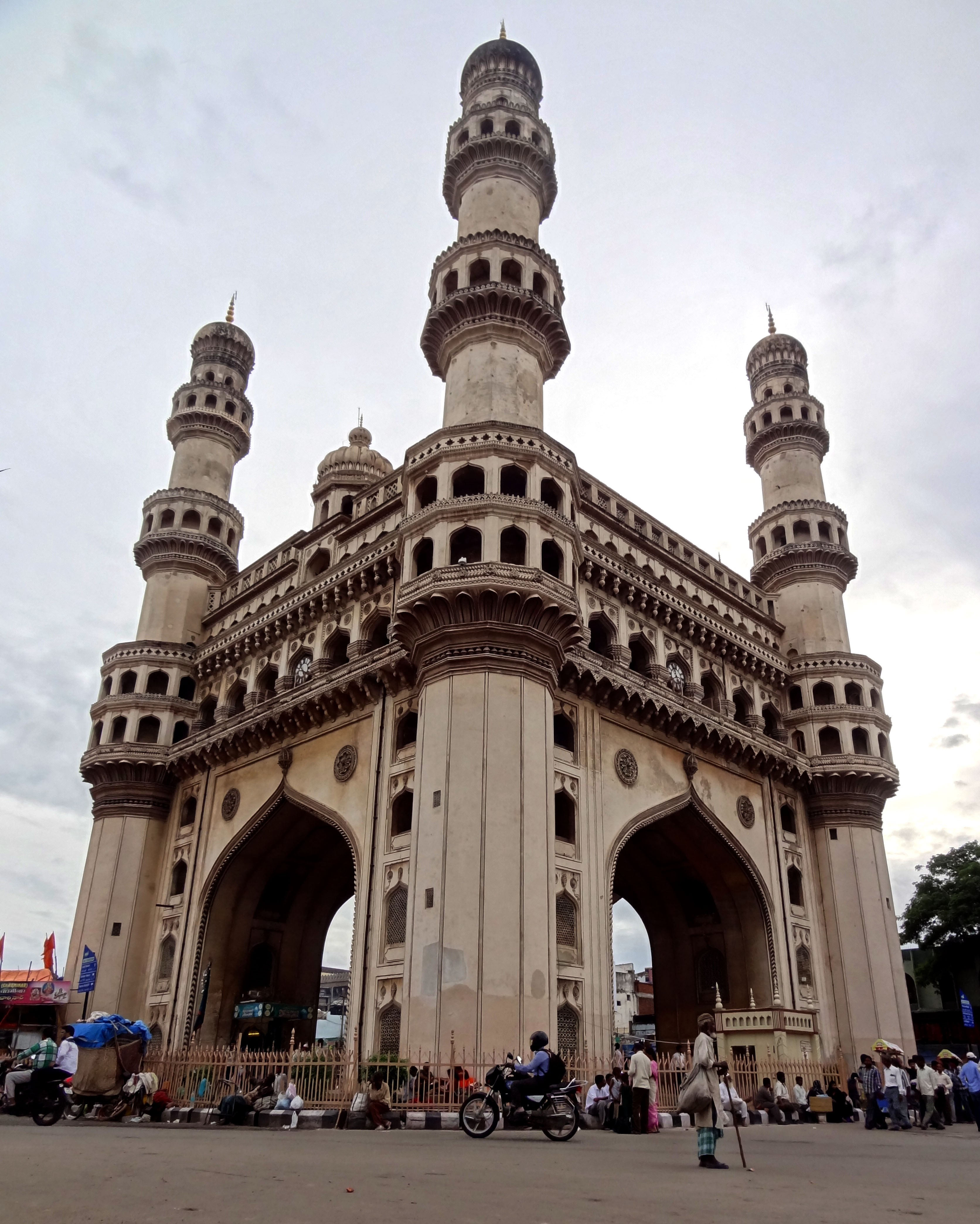
De Charminar

- Boeddha van Hyderabad
- Charminar
- Kulsum Begum Masjid

## Vervoer
Haiderabad is goed verbonden met andere steden in India en met internationale bestemmingen, waaronder het Midden-Oosten, Zuidoost-Azië (vooral Singapore en Maleisië), Amsterdam en sinds kort ook met Chicago.
Haiderabad beschikt ook over een internationaal vliegveld; Hyderabad Rajiv Gandhi International Airport.

## Wetenschap en onderwijs
Haiderabad is een belangrijke onderwijsstad. Er zijn acht universiteiten en professionele hogescholen. De Osmania Universiteit, de Universiteit van Haiderabad, evenals het Centrale Instituut van Engelse & Vreemde talen (CIEFL) zijn voorbeelden van academische instellingen die Haiderabad een prominente plaats in het onderwijs en de technologie geven.

## Bekende inwoners van Haiderabad

### Geboren
- Sharmila Tagore (1944), actrice
- Poonam Sinha (1949), actrice en politica
- Shabana Azmi (1950), actrice
- Tabu (1971), actrice
- Diana Hayden (1973), Miss World 1997
- Sushmita Sen (1975), actrice
- Rushmi Chakravarthi (1977), tennisspeelster
- Nandamuri Kalyan Ram (1978), acteur
- Dia Mirza (1981), actrice
- N.T. Rama Rao Jr. (1983), acteur
- Naga Chaitanya (1986), acteur
- Sai Dharam Tej (1986), acteur
- Vijay Varma (1986), acteur
- Ram Pothineni (1988), acteur
- Vijay Deverakonda (1989), acteur
- Panja Vaisshnav Tej (1990), acteur
- Varun Tej (1990), acteur
- Nidhhi Agerwal (1993), actrice
- Anand Deverakonda (1996), acteur

### Overleden
- N.T. Rama Rao (1923-1996), acteur, filmmaker en chief minister van Andhra Pradesh
- Akkineni Nageswara Rao (1923-2014), acteur en filmproducent

## Galerij

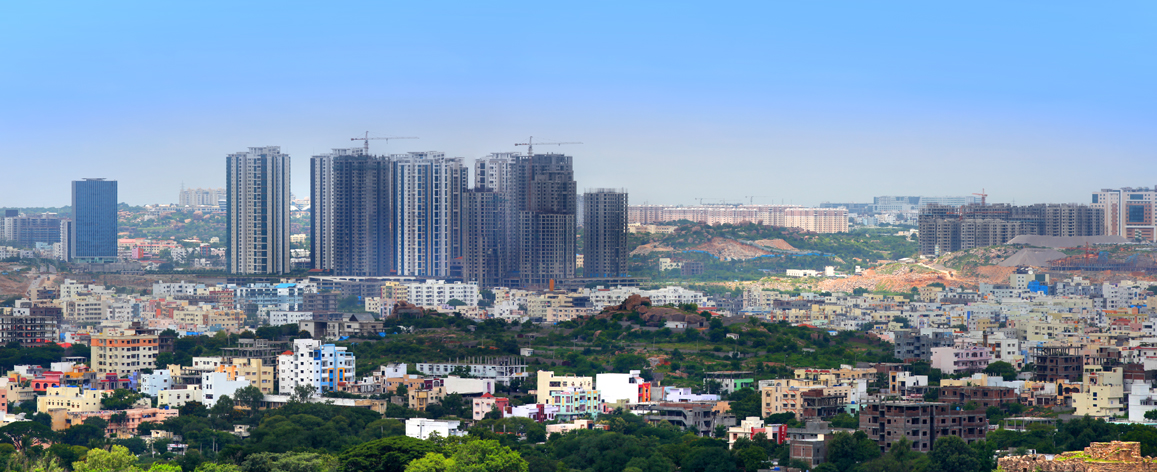